# Nudo de los verdaderos amantes

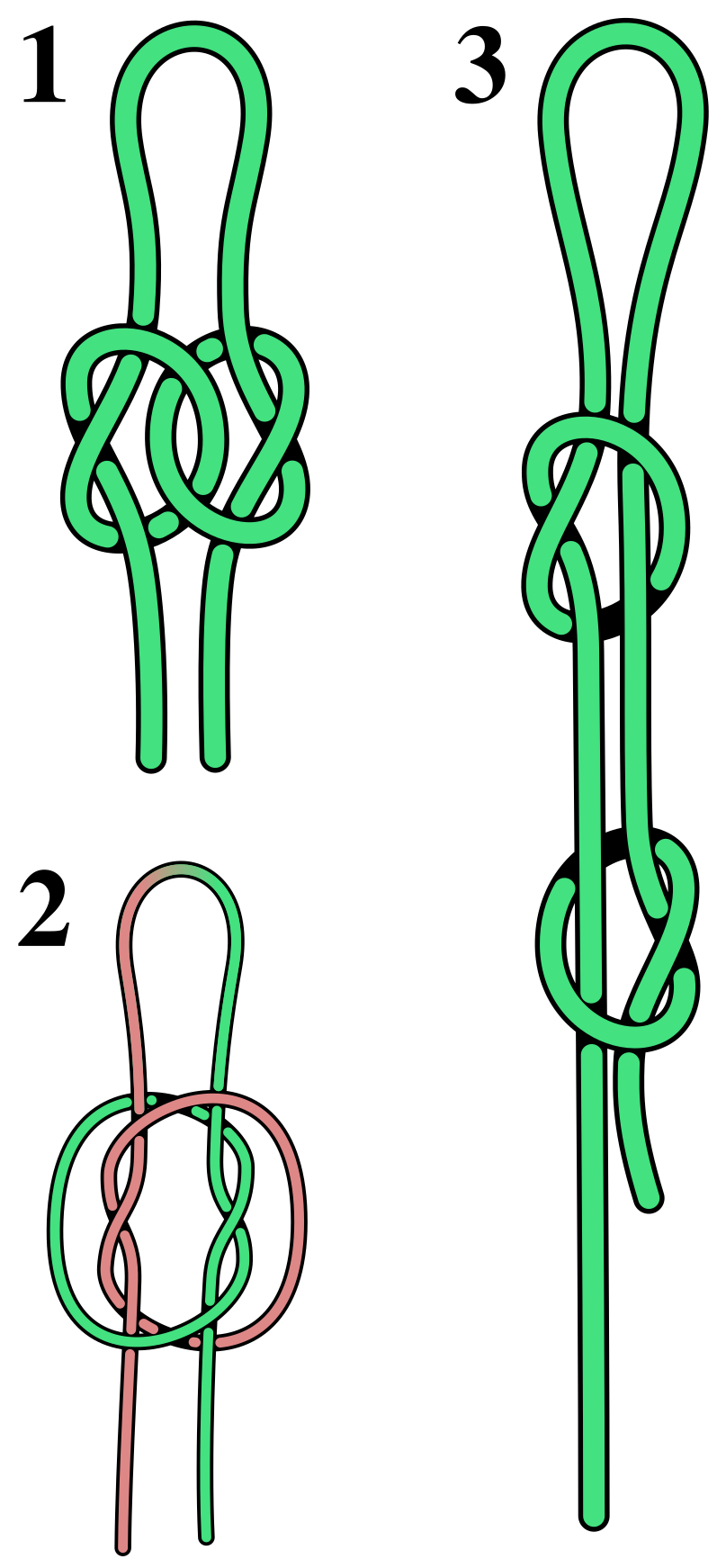
Tres nudos a menudo denominados "nudo de los verdaderos amantes", atados en una sola línea que forma un lazo. 2: también conocido como nudo de Matthew Walker; 3: también conocido como nudo/lazo de pescador.

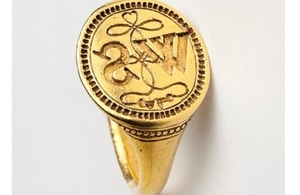
Nudo de los verdaderos amantes grabado en el supuesto anillo de sello de Shakespeare.

El término nudo de los verdaderos amantes, también llamado nudo del amor verdadero, se usa para muchos nudos distintos. La asociación de los nudos con el simbolismo del amor, la amistad y el cariño se remonta a la antigüedad. Debido a esto, no existe específicamente un nudo denominado "nudo del amor verdadero".
En términos prácticos, estos nudos generalmente se muestran como dos nudos simples entrelazados hechos de dos cuerdas o cuerdas paralelas. Las variaciones se encuentran en las formas en que se entrelazan los nudos simples y en la disposición final del nudo o nudos.
El nudo de los verdaderos amantes es un motivo en varias canciones populares británicas, incluidas "Barbara Allen", "Lord Thomas and Fair Annet", " Lord Lovel" y "Fair Margaret and Sweet William" .El nudo, hecho de una rosa que crece de la tumba de un amante y una zarza de la del otro, se describe al final de la balada. Simboliza su fidelidad en el amor incluso después de la muerte.
La literatura del anudamiento occidental moderno tiene el nombre de estos nudos relacionados que se derivan de historias o leyendas en las que los nudos simbolizan la conexión entre una pareja enamorada. Muchos ejemplos presentan marineros separados de sus amadas. Clifford Ashley señala que alguna vez fue un estilo común en los anillos de boda de los marineros, donde se forjaba alambre de oro para formar el nudo de los "verdaderos amantes", creando un anillo que contenía dos toros, inseparables, pero flexibles y capaces de moverse uno alrededor del otro.

## Ejemplos en la literatura
- "A Love Knot"; una historia corta sobre hindúes bengalíes que presenta un nudo de amor forjado en oro.[7]
- Un "nudo de amor" se menciona en el prólogo de Los cuentos de Canterbury.
- En Sir Gawain y el Caballero Verde (línea 612), el soporte para el cuello de Gawain está bordado con "amores verdaderos".
- En The Highwayman, un poema de Alfred Noyes, Bess está "trenzando un nudo de amor rojo oscuro en su largo cabello negro".

## Ejemplos en el cine
- En la película de 007, Casino Royale (2006), el personaje Vesper Lynd, interpretado por Eva Green, luce un colgante de plata que representa lo que en el film se denomina un collar argelino y que viene a ser un nudo de los verdaderos amantes.